# Џон ван Лоен
Џон ван Лоен (хол. John van Loen; Утрехт, 4. фебруар 1965) бивши је холандски фудбалер.

## Каријера
Током каријере је играо за Ајакс, Фајенорд Ротердам и многе друге клубове.

## Репрезентација
За репрезентацију Холандије дебитовао је 1985. године. Наступао је на Светском првенству 1990. године. За тај тим је одиграо 7 утакмица и постигао 1 гол.

## Статистика
| Холандија | Холандија | Холандија |
| Година    | Наступи   | Голови    |
| --------- | --------- | --------- |
| 1985.     | 1         | 0         |
| 1986.     | 0         | 0         |
| 1987.     | 0         | 0         |
| 1988.     | 1         | 0         |
| 1989.     | 3         | 1         |
| 1990.     | 2         | 0         |
| Укупно    | 7         | 1         |